# Marek Pieczerski
Marek Pieczerski, Marek Grabarz – święty mnich prawosławny związany z monasterem kijowsko-pieczerskim. 
Według hagiografii ruskiej mnich Marek zajmował się w monasterze kopaniem grobów oraz pieczar, w których mogli zamieszkiwać inni zakonnicy. Jeśli ktoś ze świeckich, patrząc na jego pracę, dawał mu pieniądze, mnich oddawał wszystko biednym. Dodatkowo umartwiał się nosząc kajdany, stale poszcząc i ograniczając ilość wypijanej wody. Według legend posiadał dar czynienia cudów, w tym wskrzeszania, przewidział również datę własnej śmierci. 
Jest jednym ze świętych tworzących Sobór Świętych Kijowsko-Pieczerskich Spoczywających w Bliższych Pieczarach. Na ikonach pojawia się w szatach zakonnych, z krzyżem i szpadlem lub przy pracy. 